# Lipkovo (kommun)
Lipkovo (makedonska: Липково) är en kommun i Nordmakedonien. Den ligger i den norra delen av landet, 23 km nordost om huvudstaden Skopje. Antalet invånare är 27 058. Arean är 268 kvadratkilometer.
Följande samhällen finns i Lipkovo:
- Matejče
- Lojane
- Slupčane
- Lipkovo
- Otlja
- Vaksince